# Uitverkoren volk
Uitverkoren volk (Engels: chosen people) is een volk of een groep mensen die een speciale band zoud hebben met een godheid. Het uitverkoren volk zou een speciale door God bepaalde lotsbestemming of opdracht hebben gekregen. De term wordt met name gebruikt ter verwijzing naar de Israëlieten uit de bijbel. Ook andere volkeren hebben de aanduiding op hun eigen volk toegepast, zoals Afrikaners. 

## Afrikaners
Tijdens de apartheid in Zuid-Afrika beschouwde een groot deel van de blanke bevolking het Afrikaner volk als het uitverkoren volk van God. Op grond van de bijbel identificeerden zij zich met de daarin genoemde Israëlieten. De Nederduits Gereformeerde Kerk propageerde vanaf 1943 de apartheid als een "religieus te rechtvaardigen ideologie". P.J.S.G. du Plessis schreef in 1995 over William Nicol:
"Apartheid als een “religieus te rechtvaardigen ideologie” werd na 1943 gepropageerd. In dát jaar heeft de Raad van de Nederduitse Gereformeerde Kerk besloten dat er Bijbelse gronden voor apartheid zijn. Op grond hiervan heeft een groot deel van het Afrikaner volk zich als het uitverkoren volk van God beschouwd, omdat zij zich met het oude Israël hebben geïdentificeerd. Dit was zeer waarschijnlijk een uitvloeisel van de theologie van Abraham Kuyper."
Als dogma en ideologie van de NG Kerk gold dat de Afrikaners een door God 'uitverkoren volk' waren en dat rassenscheiding Gods wil was. Dit waren fundamentele leerstellingen van het Afrikaanse christelijke nationalisme.

## Uitverkorenen in het christendom
Binnen bepaalde christelijke stromingen wordt geloofd dat God volgens de predestinatieleer of voorverordinering al aan het begin der tijden voor alle eeuwigheid heeft vastgelegd, welke mensen zijn uitverkoren om te worden gered voor de zekere toekomstige ondergang van de mensheid. Dit wordt het besluit van verkiezing genoemd. Iemand die is uitverkoren wordt een uitverkorene genoemd.

## Uitverkorenen in mythologie, sprookjes en films
Het concept van de uitverkorene is ook terug te vinden in de mythologie en in sprookjes waar een held vaak een eeuwenoud probleem weet op te lossen die niemand hem ooit heeft voorgedaan. Voorbeelden van dit soort van verhalen over uitverkorenen zijn onder meer: Jason en de Argonauten en Sprookje van iemand die erop uittrok om te leren griezelen. Dit thema is ook erg populair in Oosterse vechtfilms (Kung fu) en filmreeksen zoals The Matrix (The One). 